# Pont-sur-Madon
 Pont-sur-Madon  es una población y comuna francesa, en la región de Lorena, departamento de Vosgos, en el distrito de Épinal y cantón de Charmes.

## Demografía
| 101 | 100 | 115 | 130 | 139 | 130 |
| Para los censos de 1962 a 1999 la población legal corresponde a la población sin duplicidades (Fuente: INSEE [Consultar]) |     |     |     |     |     |